# Fehlfarben
Fehlfarben ist eine deutschsprachige Rockband aus Düsseldorf und Wuppertal, die 1979 während eines Auftritts von The Teardrop Explodes in London gegründet wurde.
Gründungsmitglieder waren Peter Hein (ehemals Mittagspause), Thomas Schwebel (ehemals Mittagspause, S.Y.P.H.), Michael Kemner (ehemals Y.O.U., DAF, später Mau Mau, 20 Colours), Frank Fenstermacher (später Der Plan), Uwe Bauer (ehemals Materialschlacht) und Markus Oehlen (ehemals Mittagspause).

## Geschichte

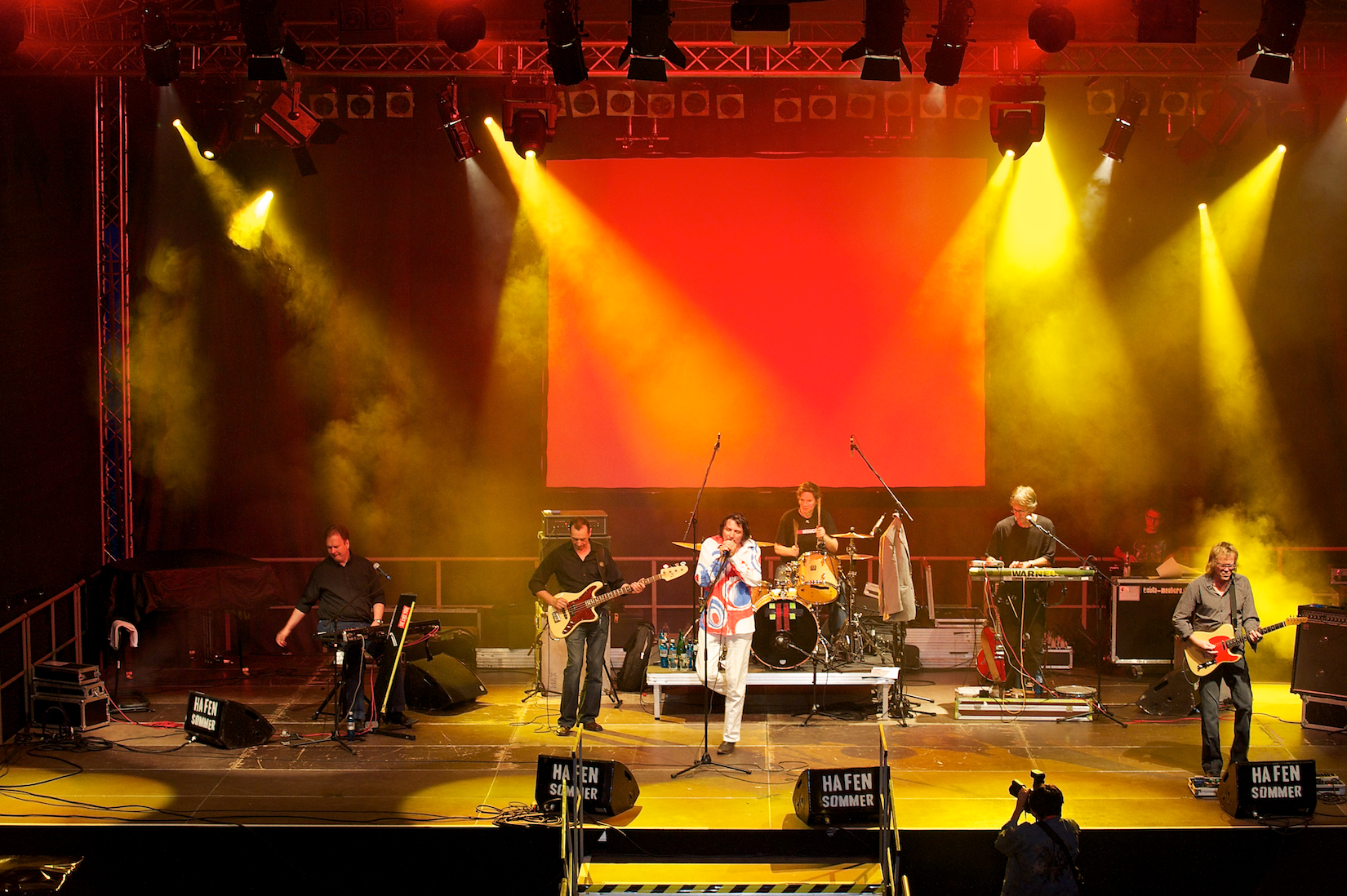
Fehlfarben beim Würzburger Hafensommer am 7. August 2010

Fehlfarben ist die Nachfolgeband der Punkband Mittagspause, die wiederum Nachfolger der Urpunkband Charley’s Girls war. Beide Gruppen spielten experimentelle Musik, bevor man sich entschloss, die Kräfte der Szene um den Ratinger Hof in Düsseldorf für ein professionelleres Musikprojekt neu zu bündeln.
Die Bandidee und der Name Fehlfarben entstanden während eines Englandurlaubs, in dem unter Einnahme eines Halluzinogens eine Synästhesie bei zwei Bandmitgliedern entstand. Sie äußerten sich in einem Interview, dass über einen kurzen Zeitraum das Visualisieren von Tönen möglich war. Eine 'Verfehlung der Farben' beziehungsweise die Neuinterpretation dessen fand statt. Die Band wurde vom Skafieber in England gepackt, was sich in der ersten Single Abenteuer & Freiheit noch bemerkbar machte. Die Gruppe gab den Skasound aber schon bald auf, und mit dem Abschluss eines Plattenvertrags bei dem Großunternehmen EMI lösten sich die Fehlfarben aus dem Status einer Undergroundband.
Die aus der Punkszene stammenden Mitglieder, die teilweise zur ersten Generation gehören, wurden von da an als „Punk-Verräter“ bezeichnet, weshalb es zu einem Publikumswechsel kam. Auch wurde die Band aus der Szene deutlich kritisiert und von anderen Gruppen geschmäht: z. B. von der Gruppe Rotzkotz mit dem (auch auf eigenen schlechten Erfahrungen beruhenden) Lied Tante EMI, in dem von „Fehl-Musik“ die Rede ist und „Weltrekord“ (das EMI-Label der Fehlfarben) gleichgesetzt wird mit „Geld-Rekord“.
1980 erschien das Debütalbum Monarchie und Alltag, das in der damaligen deutschsprachigen Rockszene einen immensen Stellenwert erreichte. Viele Stücke des Albums waren noch klar punklastig, dabei schneller als die Lieder aus der Mittagspause-Zeit. 20 Jahre nach Veröffentlichung erreichte das Album im Jahr 2000 die notwendigen Verkaufszahlen für eine Goldene Schallplatte.
Anlässlich des 20. Jubiläums erschien eine Edition 2000, die auch die frühere Single und Livetracks enthielt. Über die personelle Verbindung zur Gruppe DAF (über Bassist Michael Kemner und Kurt Dahlke alias „Pyrolator“) kam es auch zur beiderseitigen Veröffentlichung des Songs Kebabträume auf dem Album, der ebenfalls Kultstatus erreichte.
Der einzige große Hit der Fehlfarben (Top 30 in Deutschland) war das vom Funkstil beeinflusste Lied Ein Jahr (Es geht voran). Zu ihrem Leidwesen wird das für die Band untypische, von einem adaptierten Chic-Riff angetriebene Lied von der Öffentlichkeit als ihr wichtigstes Werk wahrgenommen. Es wurde 1982 gegen den Willen der Band als Single auf den Markt gebracht, als die Neue Deutsche Welle (NDW) kommerziell auf ihrem Höhepunkt war – zwei Jahre nach der Erstveröffentlichung auf dem Album Monarchie und Alltag.
Die Hausbesetzerszene identifizierte sich mit diesem Stück, so dass es häufig als „Hausbesetzerhymne“ bezeichnet wird, was von der Band so nicht gewollt war. Peter Hein selbst sprach sich in mehreren Gesprächen gegen die Vereinnahmung als „Hausbesetzerband“ und Ton-Steine-Scherben-Nachfolger aus, wohl deshalb, weil die Haltung der Fehlfarben zwar zum Teil sozialkritisch war und ist, die Intention in Ein Jahr (Es geht voran) aber eine ganz andere war. Vielmehr knüpft der Song an die Endzeitstimmung der späten 1970er Jahre an, die u. a. von kaltem Krieg, Terrorismus und Rezession geprägt waren, und überträgt sie in den Pop.
Kurz nach Veröffentlichung des Debüts trat Peter Hein aus der Band aus, weil er sich zwischen Band und Beruf entscheiden musste. Bis 2003 hatte er eine Anstellung bei Xerox. Die Band veröffentlichte in den 1980er Jahren ohne Hein noch zwei weitere Alben (33 Tage in Ketten, Glut und Asche), auf denen Gitarrist Thomas Schwebel den Gesangspart übernahm. Beide Alben konnten in die Charts einsteigen. Nach Querelen mit dem Label löste sich die Band Ende 1984 auf.
Eine erste Wiederbelebung in Originalbesetzung (inklusive Peter Hein) gab es Anfang der 1990er Jahre, es erschienen zwei zwiespältig aufgenommene Alben (Die Platte des himmlischen Friedens, Live) und zudem das zuvor unveröffentlichte, bereits 1984 ohne Hein aufgenommene Album Popmusik und Hundezucht (1995).
Erst im Jahr 2002 erschien mit Knietief im Dispo ein neues Lebenszeichen der Fehlfarben. Es fiel mit einem kleinen NDW-Revival zusammen, das durch den erfolgreichen Dokuroman Verschwende Deine Jugend ausgelöst worden war. Dadurch wurde das Interesse an den ehemaligen deutschsprachigen Punk- und New-Wave-Anfängen wieder größer, die Verkaufszahlen blieben aber laut Hein für die damalige Plattenfirma trotzdem hinter den Erwartungen zurück.
2006 wurde das Jubiläums-Album 26½ veröffentlicht, auf dem Prominente und Freunde z. T. von der Gruppe instrumental eingespielte Stücke der Fehlfarben coverten. Beteiligt waren u. a. Campino, Herbert Grönemeyer, Helge Schneider, Jochen Distelmeyer, Dirk von Lowtzow, Peter Lohmeyer, Bernd Begemann und Sven Regener. Am 20. April 2007 erschien das Album Handbuch für die Welt. Anfang 2008 verließ Thomas Schwebel die Band. Am 12. Februar 2010 erschien das Album Glücksmaschinen. Am 26. Mai 2012 erschien das Album Xenophonie. Im September 2012 folgt eine Tournee durch Deutschland und Österreich.

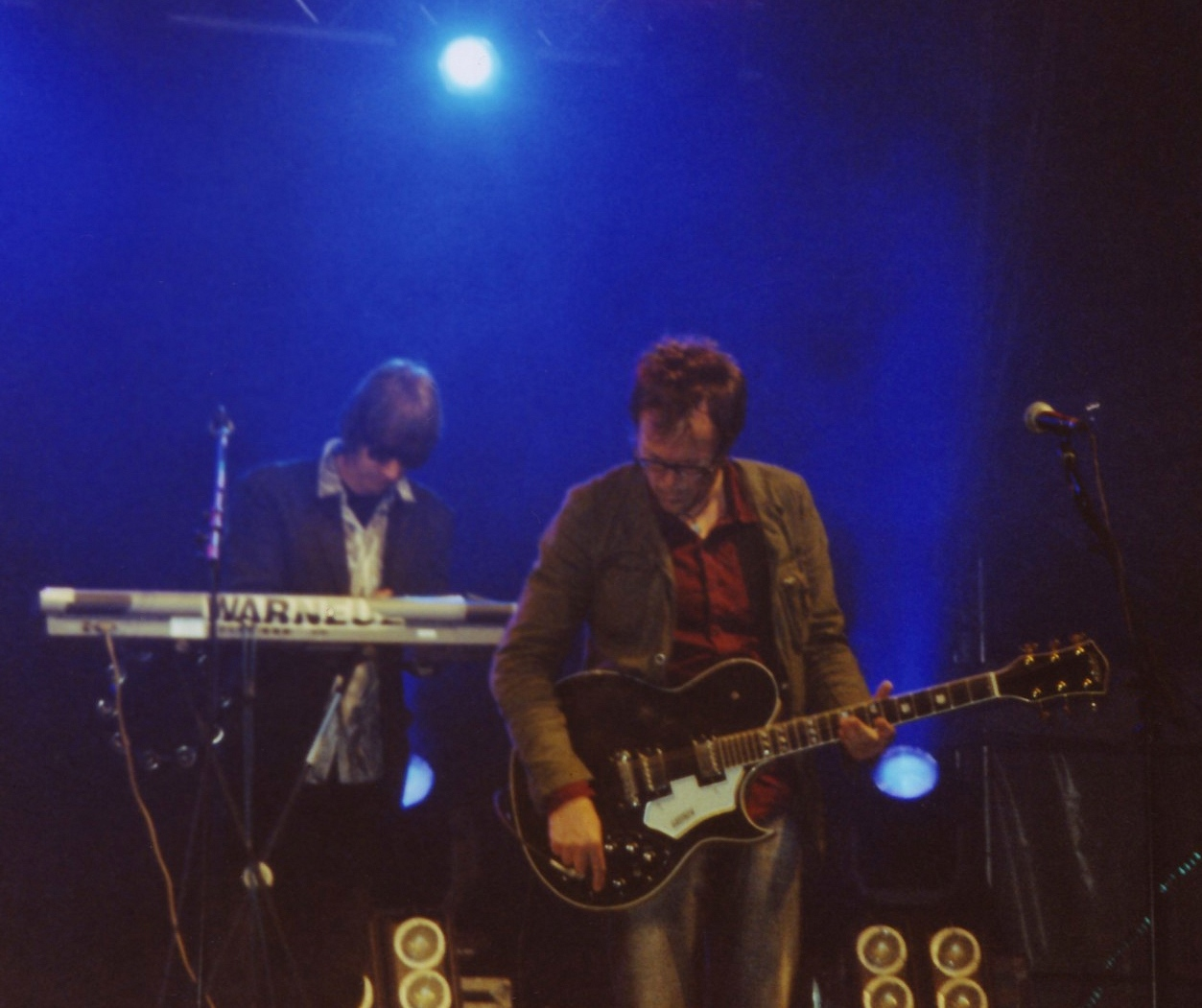
F. Fenstermacher und U. Jahnke, 2006
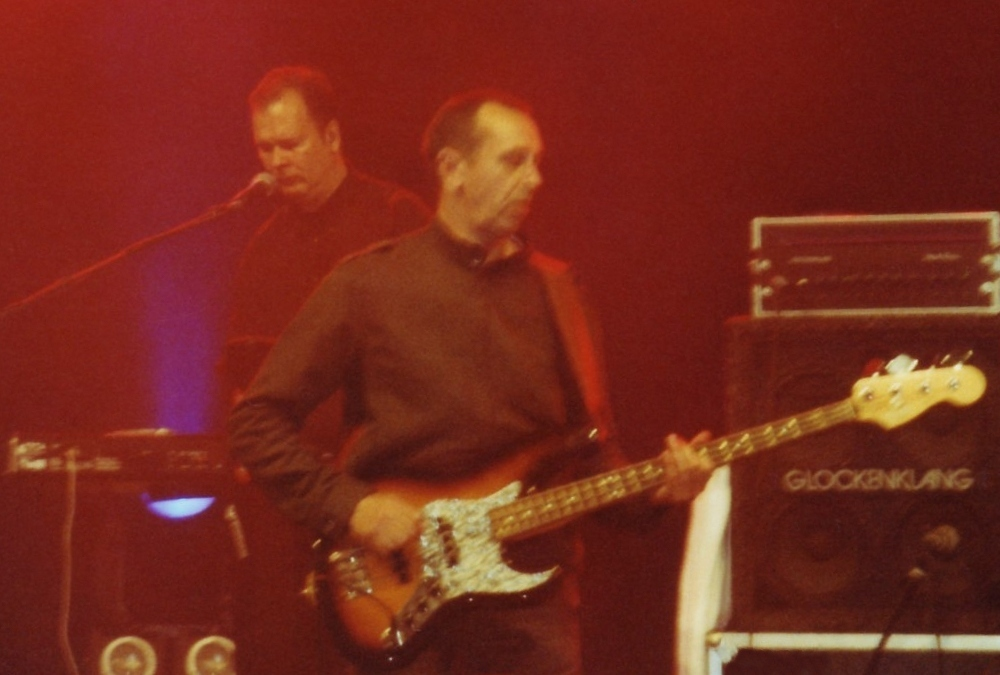
Pyrolator und M. Kemner, 2006
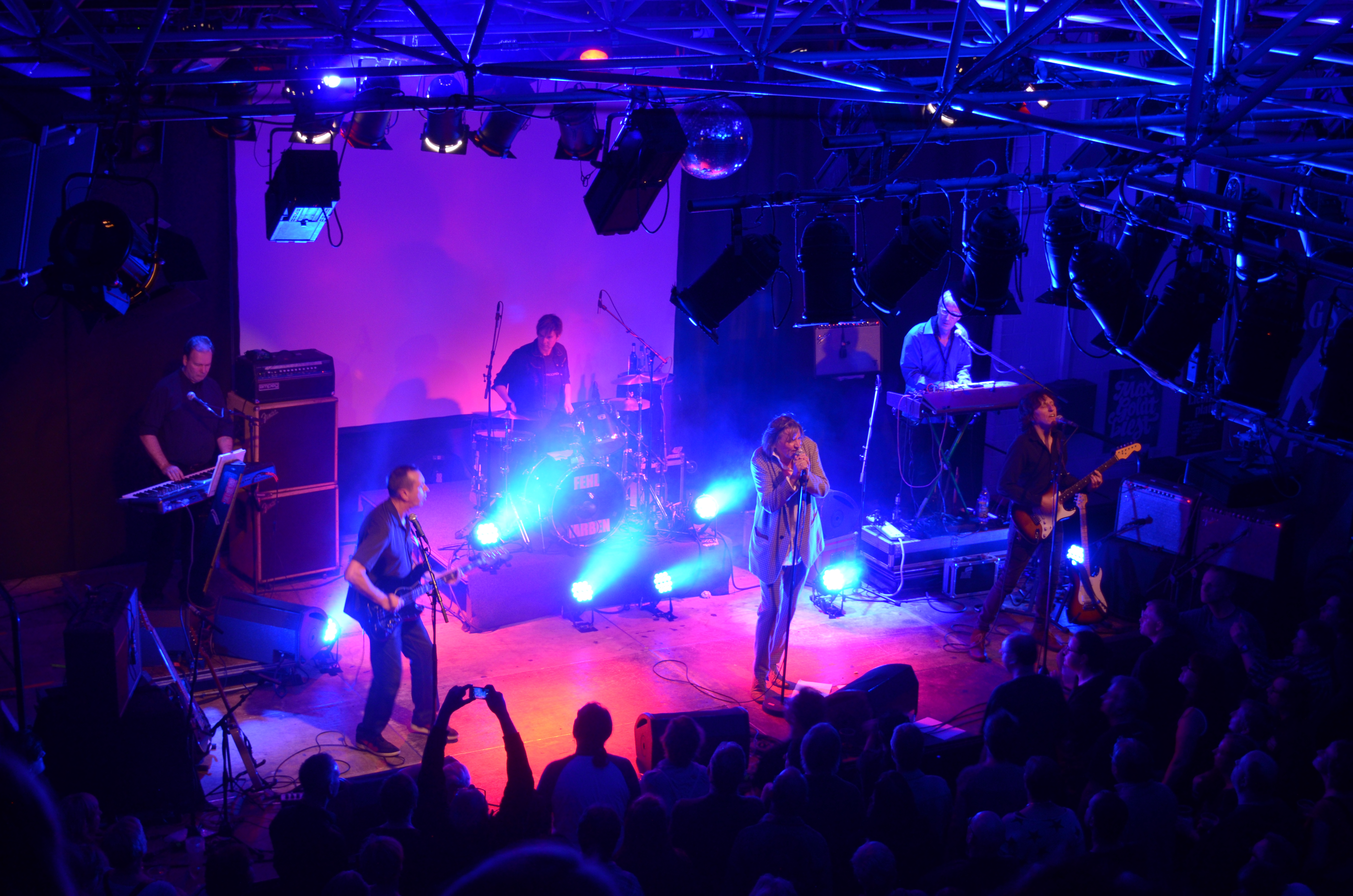
Fehlfarben im ZAKK Düsseldorf, 2016
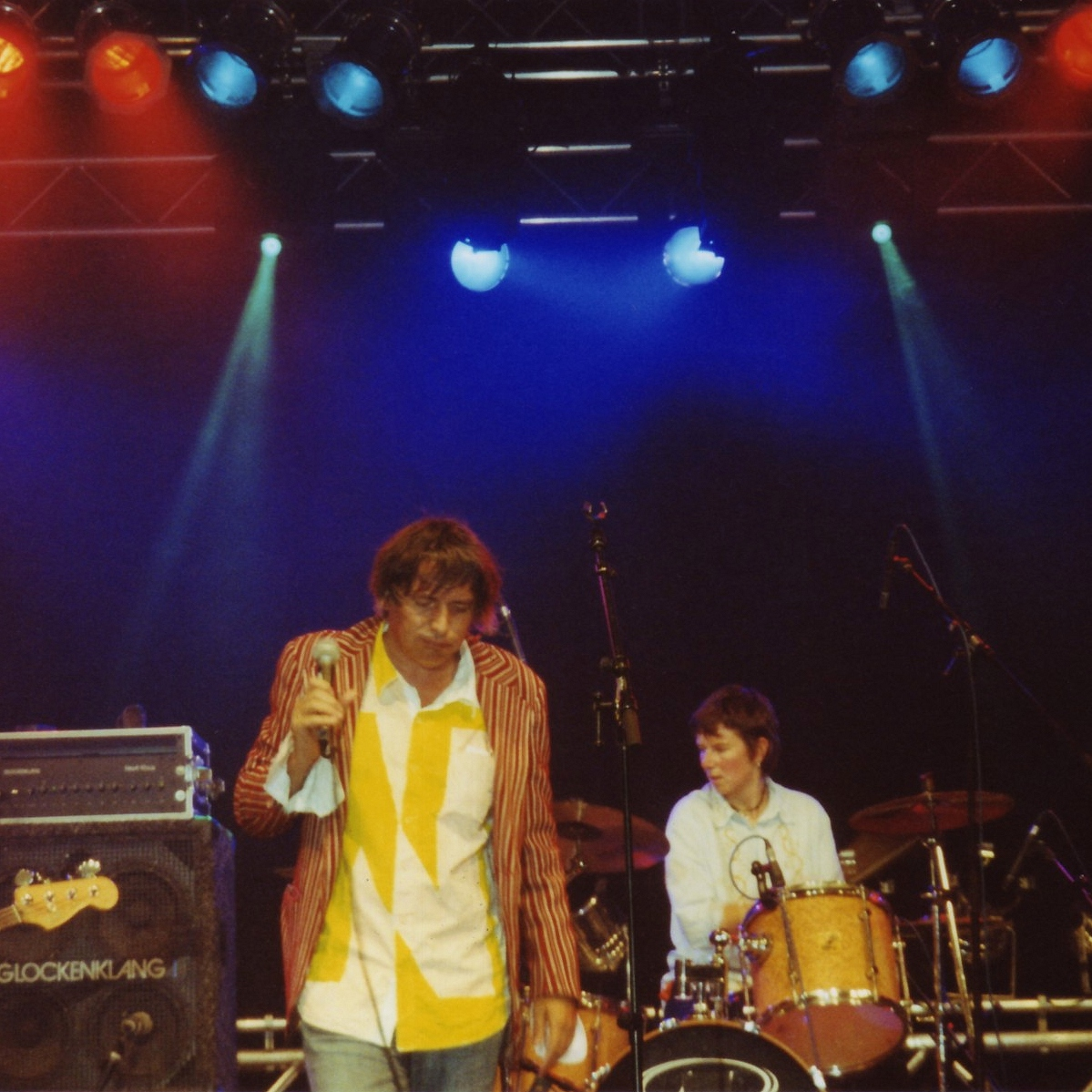
Peter Hein und Schlagzeugerin Saskia von Klitzing

## Aktive Mitglieder

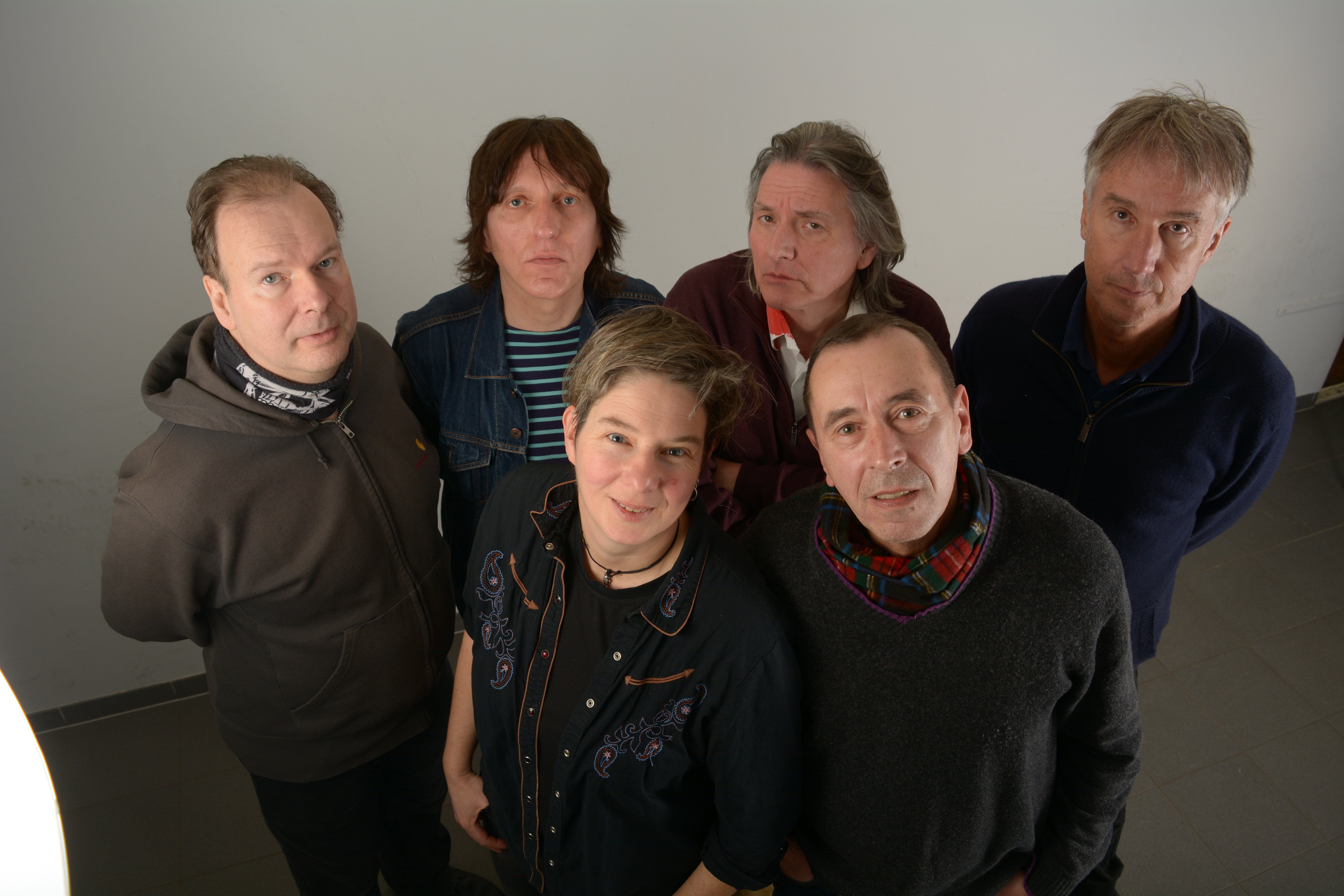
Fehlfarben Mitglieder 2016: Hintere Reihe von links: Kurt Dahlke, Thomas Schneider, Peter Hein, Frank Fenstermacher.
Vorne: Saskia von Klitzing, Michael Kemner

In der Besetzung im Jahr 2016 spielen neben Hein, Kemner und Fenstermacher noch Thomas Schneider (Cryssis, Beatlessons, Skuyela), Saskia von Klitzing (ehemals Bones sowie Gry, Karpatenhund und nach wie vor Locas in Love) und Kurt „Pyrolator“ Dahlke (ehemals DAF, Der Plan) mit.

## Diskografie

### Alben
- 1980: Monarchie und Alltag
- 1981: 33 Tage in Ketten
- 1983: Glut und Asche
- 1991: Die Platte des Himmlischen Friedens (mit Helge Schneider, Königshaus)
- 1994: Popmusik und Hundezucht (aufgenommen 1984)
- 2002: Knietief im Dispo
- 2006: 26½ (mit Gästen: Helge Schneider, Campino, Herbert Grönemeyer, T. V. Smith u. a.)  (V2 Records)
- 2007: Handbuch für die Welt (V2 Records)
- 2010: Glücksmaschinen (Tapete Records)
- 2012: Xenophonie (Tapete Records)
- 2015: Über … Menschen (Tapete Records)
- 2022: ?0?? (Tapete Records)

### Konzertalben
- 1992: Live
- 2009: Live hier & jetzt (Ata Tak)

### Hitkompilationen
- 1998: Es geht voran

### Singles
- 1979: Abenteuer & Freiheit / Große Liebe
- 1981: Das Wort ist draußen / Wie bitte was?!
- 1982: Ein Jahr (Es geht voran)
- 1982: 14 Tage / Feuer an Bord
- 1983: Tag und Nacht
- 1983: Agenten in Raucherkinos
- 1985: Keine ruhige Minute / Der Himmel weint
- 1991: In Zeiten wie diesen
- 2002: Club der schönen Mütter
- 2003: Alkoholen
- 2010: Wir warten (Ihr habt die Uhr, wir die Zeit)
- 2012: Platz da!
- 2021: Supergen
- 2022: Kontrollorgan
- 2022: Europa
- 2022: Der letzte Traum

### Beiträge zu Kompilationen
- 2003: Nicht nochmal auf Rio Reiser – Familienalbum – eine Hommage
- 2006: We do wie du, play loud! auf Silver Monk Time – A Tribute to the Monks
- 2009: Mehr Geben auf A Tribute to Die Fantastischen Vier
- 2014: Gerechtigkeit auf Poem – Leonard Cohen in deutscher Sprache

## Musikvideos
- 2002: Club der schönen Mütter (Düsseldorf, mit Charlotte Roche)
- 2003: Alkoholen (Düsseldorf)
- 2006: Chirurgie 2010 (ausgezeichnet mit dem MuVi Online Publikumspreis 2006)
- 2007: Politdisko
- 2009: WWW (live aus der Sackfabrik, Magdeburg)
- 2009: Handbuch für die Welt (live aus der Sackfabrik, Magdeburg)
- 2010: Glücksmaschinen
- 2012: Platz da!
- 2022: Der letzte Traum